# Укріплення Раїм. Вид з верфі на Сир-Дар'ї
Укріплення Раїм. Вид з верфі на Сир-Дар’ї – малюнок Тараса Шевченка 1848 року

## Історія
Раїм – укріплення на Сирдар’ї (застаріле – Сир-Дар’я).
В Раїмі Шевченко побував три рази і виконав там низку малюнків. Один із них – акварель «Вид з верфі на Сир-Дар’ї».
На малюнку на борту човна чорнилом підпис і дата: Т. Шевченко, 1848.
Про укріплення Раїм Шевченко розповідає в повісті «Близнецы»: 
«Подъезжая к самому укреплению, открывается зеленая широкая полоса камыша, и кой-где из темной зелени выглядывает серебристая Сыр-Дарья... Между двумя широкими озерами высовывается высокий мыс, на котором построено укрепление, называется Раим, от абы, воздвигнутой здесь сто лет над прахом батыря Раима...». 
За літературними даними, акварель була подарована Г. В. Обручовою Російському музею в Петербурзі з написом: «Раимское укрепление. Снято с верфи Сыр-Дарья».
Копія з цієї акварелі (виконана, можливо, Бутаковою) знаходиться в альбомі Обручових в  Національному музей Тараса Шевченка.
В літературі зустрічається під назвами: «Раїмська фортеця з моря» та «Аральське море».

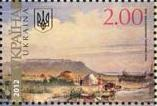
Марка «Тарас Шевченко. Укріплення Раїм. 1848» (2012). Автор Володимир Таран.

## Місця зберігання
Попередні місця збереження: 
власність Обручових, Російський музей, Інститут Тараса Шевченка (Харків), Галерея картин Т. Г. Шевченка, (Харків).
Теперішнє місце зберігання  - Національний музей Тараса Шевченка (Київ). 